# Corpo XXI (Reino Unido)
O Corpo XXI (em inglês: XXI Corps) foi um corpo de exército do Exército Britânico durante a Primeira Guerra Mundial que atuou na Campanha do Sinai e Palestina do teatro de operações do Médio Oriente. Foi formado na Palestina em junho de 1917 sob o comando do tenente-general Edward Bulfin e fez parte da Força Expedicionária Egípcia.
A seguir ao fracasso britânico na Segunda Batalha de Gaza (abril de 1917), a Força Expedicionária Egípcia foi completamente reestruturada pelo seu novo comandante-em-chefe, o general Edmund Allenby. A sua componente de infantaria foi então dividida em dois corpos: o Corpo XX e o Corpo XXI.
O corpo era formado pelas seguintes unidades:
- 52.ª Divisão (Lowland), criada em 1908.
- 54.ª Divisão (East Anglian), criada em 1908.
- 75.ª Divisão, criada em junho de 1917.

A primeira entrada em ação do Corpo XXI foram na Batalha de Bersebá (31 de outubro de 1917). Participou também na Terceira batalha de Gaza (1 e 2 de novembro de 1917), na Batalha de Jafa (20 e 21 de dezembro de 1917), Batalha de Megido (19 a 25 de setembro de 1918) e nas subsequentes perseguições até Damasco (26 de setembro a 1 de outubro de 1918) e até Haritan (3 a 27 de outubro de 1918).